# Восковский, Владимир Иванович
Владимир Иванович Восковский (22 июня 1910, Николаев, Херсонская губерния, Российская империя — 19 сентября 1987 Николаев, Украинская ССР, СССР) — бывший советский тренер детских и юношеских футбольных команд. Тринадцать раз команды тренера Восковского занимали призовые места в чемпионате УССР среди юношеских команд. Среди его воспитанников Леонид Кривицкий, Яков и Алексей Борисовы, Евгений Лемешко, Виктор Журавлёв, Анатолий Норов, Валентин Веретенников, Анатолий Бачкалов, Анатолий Еремеев, Виктор Писаков, Сергей Жайворонок, Анатолий Оленев, Владимир и Леонид Малые.

## Биография
До войны занимался футболом и баскетболом. По специализации боксер. Активно содействовал распространению бокса в городе Николаеве. Участник Великой Отечественной войны, прошел по путь до Германии.

## Тренерская карьера
После войны несколько десятилетий работал с николаевской ДЮСШ-3 тренером по футболу. В 1950 году возглавлял главную футбольную команду области — «Динамо» (нынешний МФК «Николаев»).